# Акматалиев, Абдылдажан Амантурович
Абдылдаджан Амантурович Акматалиев (кирг. Абдылдажан Амантур уулу Акматалиев) (род. 15 января 1956, Нарын) — киргизский учёный-литературовед, исследователь киргизского фольклора, киргизского эпоса «Манас» и творчества Чингиза Айтматова. Доктор филологических наук, действительный член Национальной академии наук Кыргызской Республики (НАН КР), вице-президент НАН КР (2013—2017). Заслуженный деятель науки Киргизской Республики (1999).
Бывший директор Национального центра манасоведения и художественной культуры НАН КР. Дважды лауреат Государственной премии Кыргызской Республики в области науки и техники.

## Биография

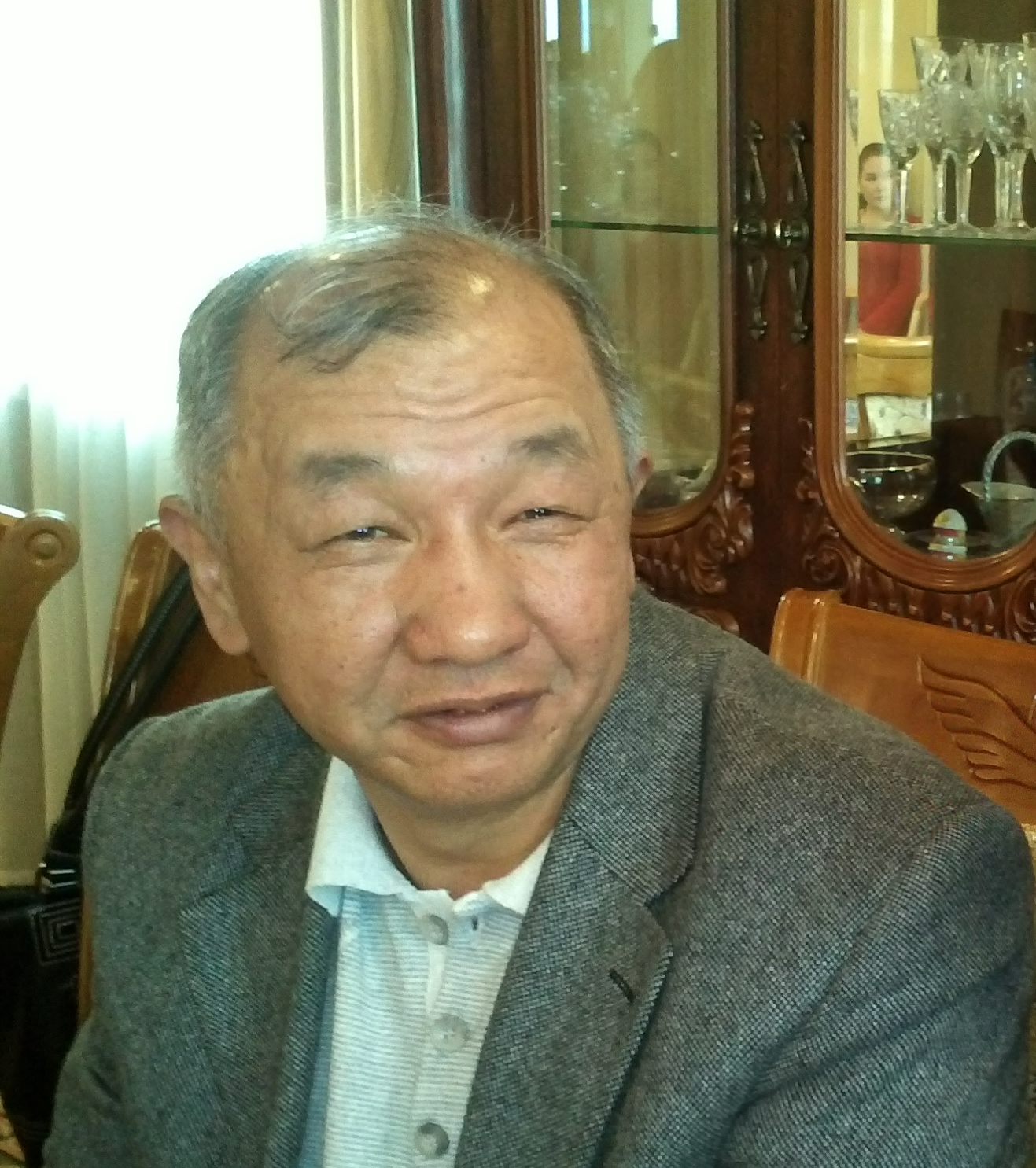
Абдылдажан Акматалиев. 11.3.2012.

Абдылдажан Акматалиев родился 15 января 1956 года в городе Нарын Киргизской ССР.
В 1972 году окончил среднюю школу № 5 в столичном городе Фрунзе (ныне — Бишкек).
В 1977 он окончил факультет филологии Киргизского государственного университета (ныне — Кыргызский национальный университет имени Джусупа Баласагына).
С 1979 по сей[уточнить] день работает в разных структурах Национальной академии наук Кыргызской Республики.
Вице-президент Национальной академии наук Кыргызской Республики (2013—2017).
С 2017 г. директор Института языка и литературы имени Ч. Айтматова.

## Труды на русском языке
- Чингиз Айтматов: Жизнь и творчество: (Краткий очерк). — Бишкек: Мектеп, 1991. — 240 с. — (на русс., англ., фр., нем. языках);
- Чингиз Айтматов и взаимосвязи литератур. — Бишкек: Адабият, 1991. — 184 с.;
- В семье единой. — Ф.: Знание, 1983. — 16 с.
- Взаимосвязи и взаимообогащение — важная закономерность развития многонациональных литератур. — Ф.: Знание, 1985. — 16 с.
- Чингиз Айтматов. — Ф., 1988. — 24 с.
- «Плаха» и читатели. — Ф.: Кыргызстан, 1988. — 23 с.
- Слово об Айтматове. — Б.: Илим, 1991. — 124 с.
- Чингиз Айтматов и взаимосвязь литератур. — Б.: Адабият, 1991. — 184 с.
- Значение творчества Ч.Айтматова в процессе взаимообогащения национальных литератур. — Б.: Илим, 1994. — 308 с.
- Космос Айтматова — Человек и Вселенная. — Б.: Илим, 1995. — 83 с.
- Избранное собрание сочинений. 1-й том. Литературоведение. — Б.: Шам, 1997. — 428 с.
- Избранное. 2-й том. Литературоведение. — Б.: Шам, 1998. — 424 с.
- Избранное. 3-й том Литературоведение. — Б., 2002. — 608 с.
- Чингиз Айтматов: Человек и Вселенная. — Бишкек: «Илим», 2013. — 576 с.

## Награды
- Орден «Манас» II степени (30 августа 2016 года) — за вклад в развитие исторического и культурного наследия народа Кыргызстана, социально-экономического, интеллектуального и духовного потенциала республики, многолетний плодотворный труд, мужество и отвагу, в честь 25-летия независимости Кыргызской Республики[2].
- Орден «Манас» III степени (29 августа 2011 года) — за большой вклад в защиту и укрепление государства и демократического общества, единства народа, приумножение экономического, интеллектуального и духовного потенциала республики, активную гражданскую позицию, в честь 20-летия независимости Кыргызской Республики[3].
- Орден «Данакер» (30 декабря 2021 года) — за существенный вклад в развитие социально-экономического, интеллектуального и культурного потенциала Кыргызской Республики, а также большие достижения в профессиональной деятельности[4].
- Медаль «Данк» (4 ноября 2006 года) — за заслуги в области науки республики[5].
- Орден «Достык» II степени (2022 год, Казахстан)[6].
- Медаль Туркменистана «Magtymguly Pyragynyň 300 ýyllygyna» (11 октября 2024 года, Туркменистан) — за научные исследования, которые вносят существенный вклад в развитие национальной культуры, особые заслуги в деле возрождения культурного наследия и искони духовных ценностей туркменского народа, изучения, бережного сохранения, популяризации и донесения до грядущих поколений творчества поэта-классика туркменской литературы и великого мыслителя Махтумкули Фраги, наращивания культурных связей независимого нейтрального Туркменистана с другими государствами мира и международными организациями, сближения и обогащения культур, укрепления между народами уз дружбы и сотрудничества в эру Возрождения новой эпохи могущественного государства, а также по случаю 300-летия туркменского поэта-классика Махтумкули Фраги[7].
- Заслуженный деятель науки Киргизской Республики (16 декабря 1999 года) — за заслуги в области науки[8].
- Дважды лауреат Государственной премии Кыргызской Республики в области науки и техники.
- Премия Межпарламентской Ассамблеи государств — участников СНГ имени Чингиза Айтматова (16 ноября 2023 года, Межпарламентская ассамблея СНГ)[9].
- Межгосударственная премия СНГ «Звёзды Содружества» за 2017 год[10].
- Именные часы от имени Премьер-министра Кыргызской Республики (22 января 2018 года) — в знак признания особых заслуг и вклад в развитие и пропаганду национальной культуры[11].